# Mebibit
Un mebibit (la contracció de mega binary bit) és una unitat d'emmagatzemantge d'informació, que també s'expressa com Mibit o Mib.
1 mebibit = 220 bits = 1.048.576 bits = 1024 kibibits
Aquesta unitat és útil per a mesurar la capacitat dels xips de les memòries RAM i ROM.
El mebibit està relacionat amb el megabit, que equival a 10⁶ bits = 1.000.000 bits, encara que a vegades s'utilitza per a denotar el valor en mebibits dintre de l'argot de l'enginyeria informàtica.
En els anys 1980 i 1990, els fabricants de videojocs presumíen de la quantitat de RAM interna (en "megabits") dels seus cartutxos, com a reclam puclicitari. Un "megabit" equival a 128 KiB, mentre que 8 "megabits" equivalen a un mebibyte de RAM on la consola de l'equip pot executar les instruccions necessàries.
Actualment aquesta tècnica publicitaria es segueix utilitzant, per exemple pel fet que les operadores de telecomunicacions indiquen velocitat dels seus productes en múltiples de bits, mentre que la mida dels arxius se sol expressar amb múltiples de bytes.